# Oświata w Siemianowicach Śląskich
Pierwsza przykościelna szkoła w Siemianowicach Śląskich i okolicy powstała w 1421 roku w Michałkowicach – dzielnicy miasta. Znajdowała się na miejscu dzisiejszego skrzyżowania ul. Kościelnej i ul. Elizy Orzeszkowej. Obecnie w mieście istnieje 12 szkół podstawowych i 11 szkół średnich. Większość siemianowickich placówek edukacyjnych to zespoły szkół.

## Szkoły

### Szkoły podstawowe

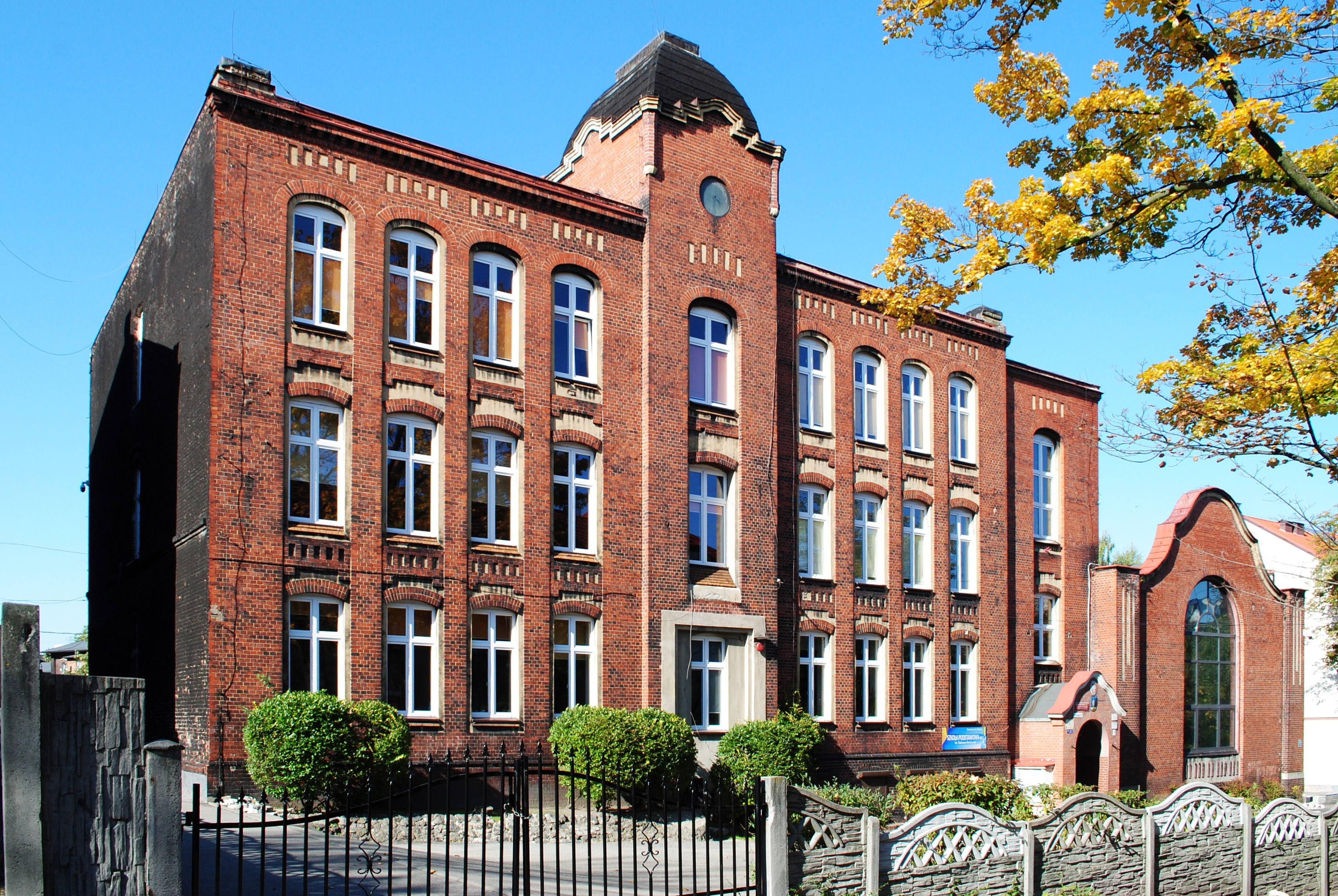
Szkoła Podstawowa nr 3 im. T. Kościuszki

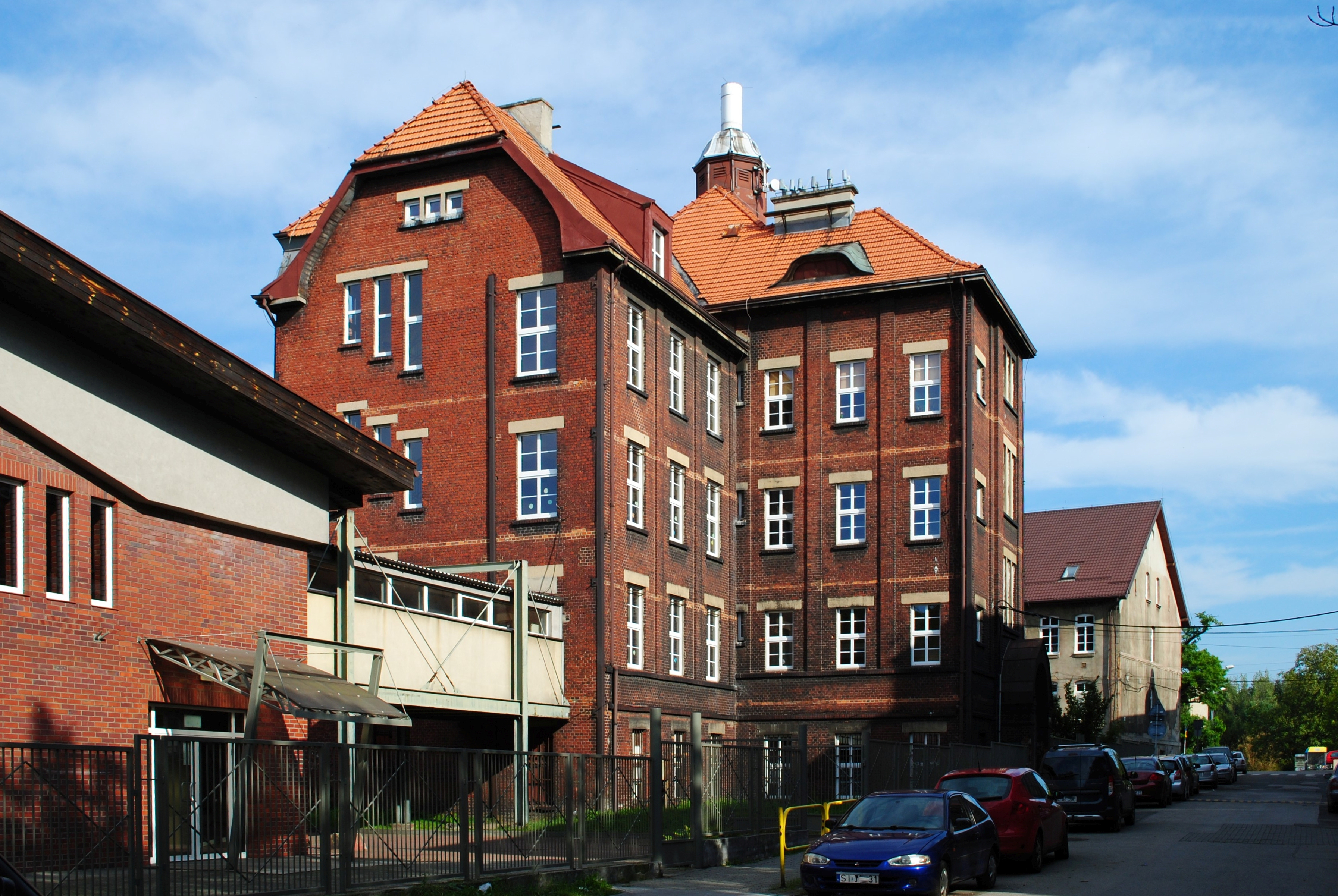
Szkoła Podstawowa nr 11 im. Juliusza Słowackiego

- Szkoła Podstawowa dla Dorosłych w Zespole Szkół Ogólnokształcących i Zawodowych
- Prywatna Szkoła Podstawowa „Arkona”
- Szkoła Podstawowa nr 1 im. M. Kopernika
- Szkoła Podstawowa nr 3 im. T. Kościuszki
- Szkoła Podstawowa nr 4 im. W. Budryka
- Szkoła Podstawowa nr 5 im. A. Mickiewicza
- Szkoła Podstawowa nr 6 im. F. Chopina[1]
- Szkoła Podstawowa nr 8 im. J. Skrzeka i P. Wójcika w Zespole Szkół Sportowych
- Szkoła Podstawowa nr 9 im. J. Ligonia w Zespole Szkół Specjalnych
- Szkoła Podstawowa nr 11 im. J. Słowackiego
- Szkoła Podstawowa nr 13 im J. Skrzeka
- Szkoła Podstawowa nr 16 im. B. Prusa
- Szkoła Podstawowa nr 20 im. W. Broniewskiego w Zespole Szkół Integracyjnych

### Szkoły średnie

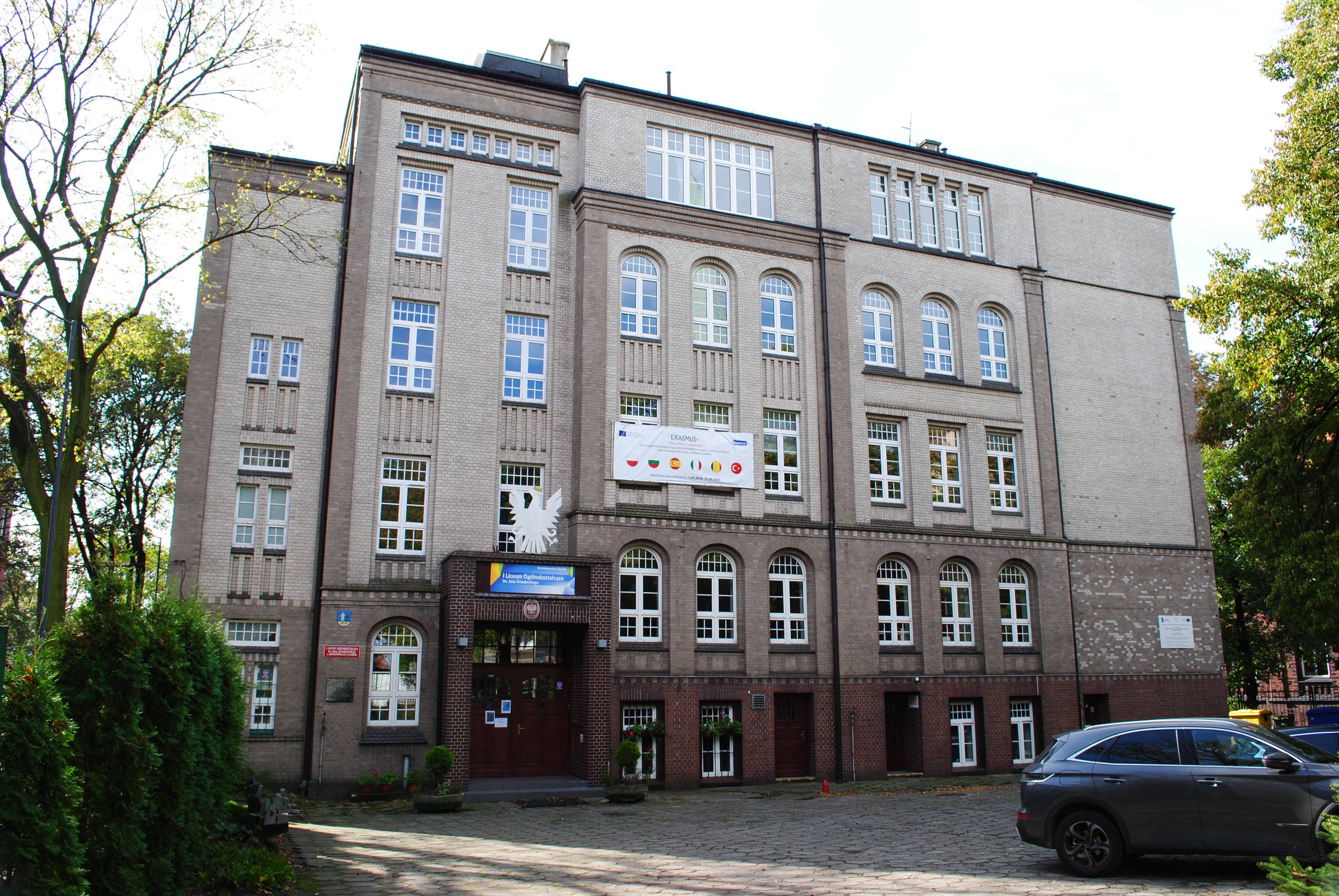
I Liceum Ogólnokształcące im. Jana Śniadeckiego

- I Liceum Ogólnokształcące im. Jana Śniadeckiego
- II Liceum Ogólnokształcące im. Jana Matejki
- Prywatne Liceum Ogólnokształcące „Arkona”
- Zespół Szkół Technicznych i Ogólnokształcących "Meritum" (w jego skład wchodzi liceum oraz technikum)
- Katolickie Liceum Ogólnokształcące
- Zespół Szkół „COGITO” im Zbigniewa Herberta (dawniej Zespół Szkół Techniczno–Usługowych) (w jego skład wchodzi Technikum nr 1 oraz szkoła zawodowa)
- Zespół Szkół Specjalnych
- V Liceum Ogólnokształcące (w Zespole Szkół Sportowych)
- Zespół Szkół Ogólnokształcących i Zawodowych na Falklandach

## Przedszkola
- Przedszkole nr 2 ul. Z.H.P. 8
- Przedszkole Nr 6 ul. Kościelna 39

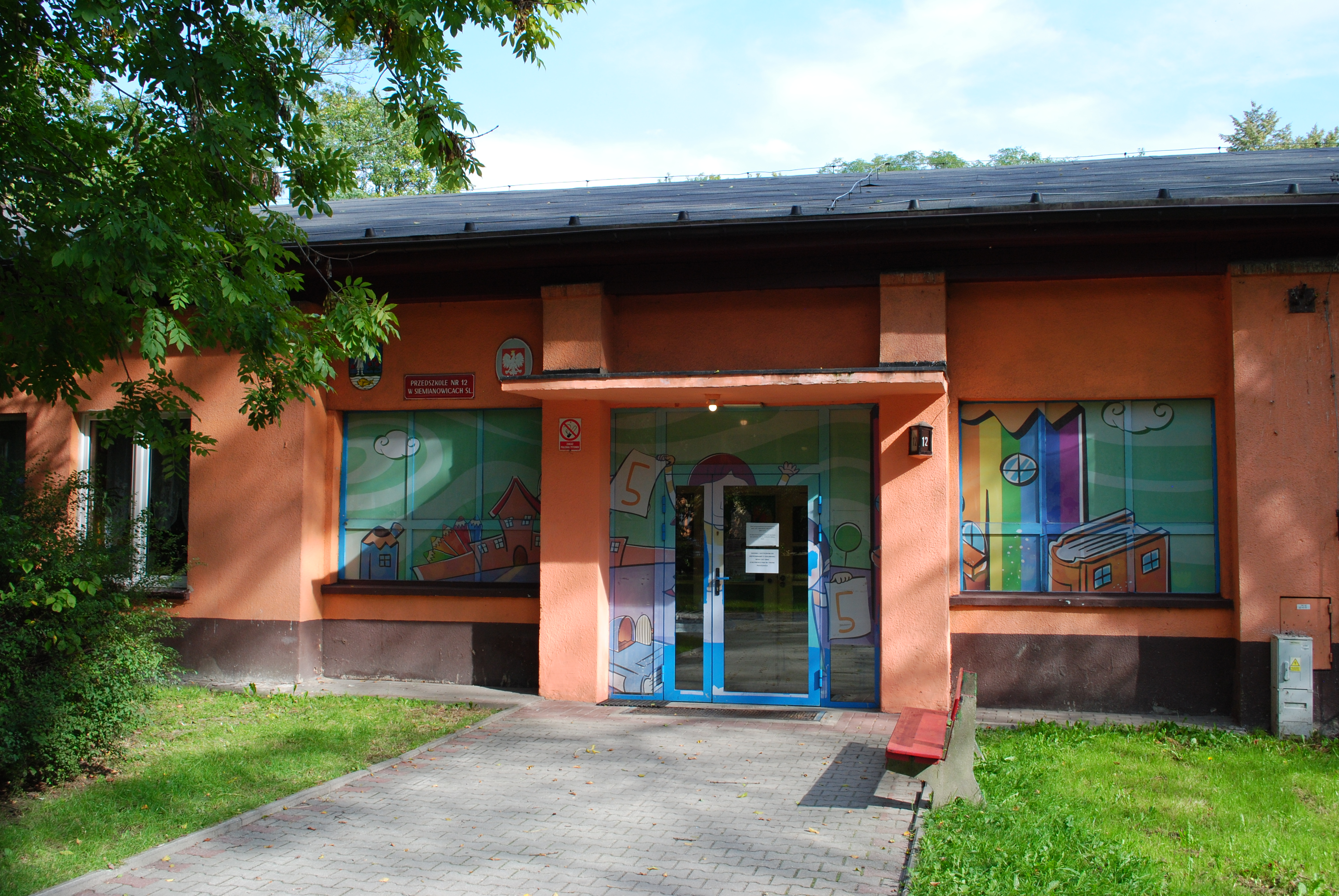
Przedszkole nr 12

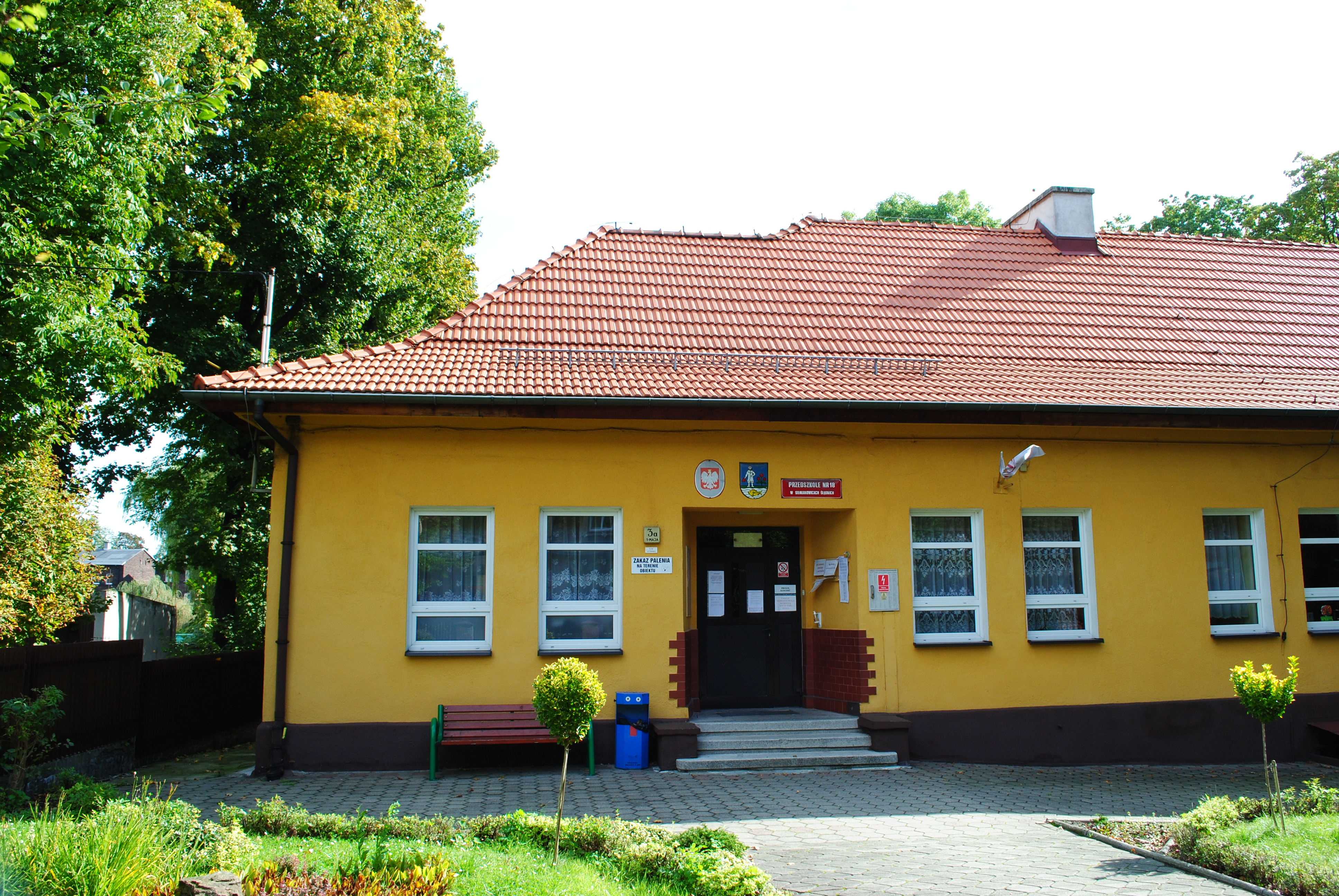
Przedszkole nr 18

- Przedszkole nr 7 ul. Niepodległości 49
- Przedszkole nr 9 ul. Okrężna 17
- Przedszkole Nr 10 ul. Jana Pawła II 8
- Przedszkole nr 11 ul. Słowackiego 5
- Przedszkole nr 12 ul. Oświęcimska 3
- Przedszkole Nr 15 ul. Grunwaldzka 10
- Przedszkole Nr 16 ul. Stawowa 22
- Przedszkole Nr 18 ul. 1 Maja 3a
- Przedszkole Nr 19 ul. Grabowa 2
- Przedszkole Nr 20 ul. Wróbla 11

## Inne
- Miejski Ośrodek Kultury
- Młodzieżowy Dom Kultury im. Jordana
- Ogniska muzyczne
  - Dom Kultury „Chemik”
- Kącik Sztuki Stryszek – Szkoła Podstawowa nr 13
- Galeria Okienko
- Harcówka